# Selenopidae
Selenopidae zijn een familie van spinnen. De familie telt 10 beschreven geslachten en 194 soorten.

## Geslachten
- Amamanganops Crews & Harvey, 2011
- Anyphops Benoit, 1968
- Garcorops Corronca, 2003
- Godumops Crews & Harvey, 2011
- Hovops Benoit, 1968
- Karaops Crews & Harvey, 2011
- Makdiops Crews & Harvey, 2011
- Pakawops Crews & Harvey, 2011
- Selenops Latreille, 1819
- Siamspinops Dankittipakul & Corronca, 2009

## Taxonomie
Voor een overzicht van de geslachten en soorten behorende tot de familie zie de lijst van Selenopidae.